# Выродово
Выродово — деревня в Гагаринском районе Смоленской области России. Входит в состав Ельнинского сельского поселения. Население — 3 жителя (2007 год). 

## География
Расположена в северо-восточной части области в 38 км к северо-западу от Гагарина, в 20 км восточнее автодороги Р134 «Старая Смоленская дорога» Смоленск — Дорогобуж — Вязьма — Зубцов, на берегу реки Гжать одновременно на берегу Вазузского водохранилища. В 26 км западнее деревни расположена железнодорожная станция Сычёвка на линии Вязьма — Ржев.

## История
В печатных источниках XIX в. Выродово — населённый пункт Кармановской волости 2-го стана Гжатского уезда Cмоленской губернии: Выродова деревня, владельческая, при рч. Рябиненке; расстояние в верстах: от уездного центра — 44, от становой квартиры — 23; число дворов — 8, число жителей 31 чел. муж. пола,  31 чел. жен. пола.  
В годы Великой Отечественной войны — в октябре 1941 года деревня Выродово, как и вся территория Смоленской области, была оккупирована немецко-фашистскими войсками, — освобождена войсками Красной армии в марте 1943 года.